# وقود نظيف

خريطة العالم للمؤشر 7.1.2 في عام 2016 - نسبة السكان الذين يمكنهم الحصول على الوقود النظيف للطهي

قد يشير الوقود النظيف وبالانجليزية (Clean fuel) إلى نوع الوقود المستخدم للنقل أو نوع الوقود المستخدم للطهي والإضاءة. فيما يتعلق بالطهي، يهدف الهدف 7 من أهداف التنمية المستدامة إلى «ضمان حصول الجميع بتكلفة ميسورة على طاقة حديثة وموثوقة ومستدامة». يتم تحديد الوقود النظيف هناك من خلال أهداف معدل الانبعاث والتوصيات الخاصة بالوقود (أي ضد الفحم والكيروسين غير المعالجين) المدرجة في الإرشادات المعيارية لمنظمة الصحة العالمية بشأن جودة الهواء الداخلي. الوقود النظيف هو أحد مكونات الطاقة المستدامة.

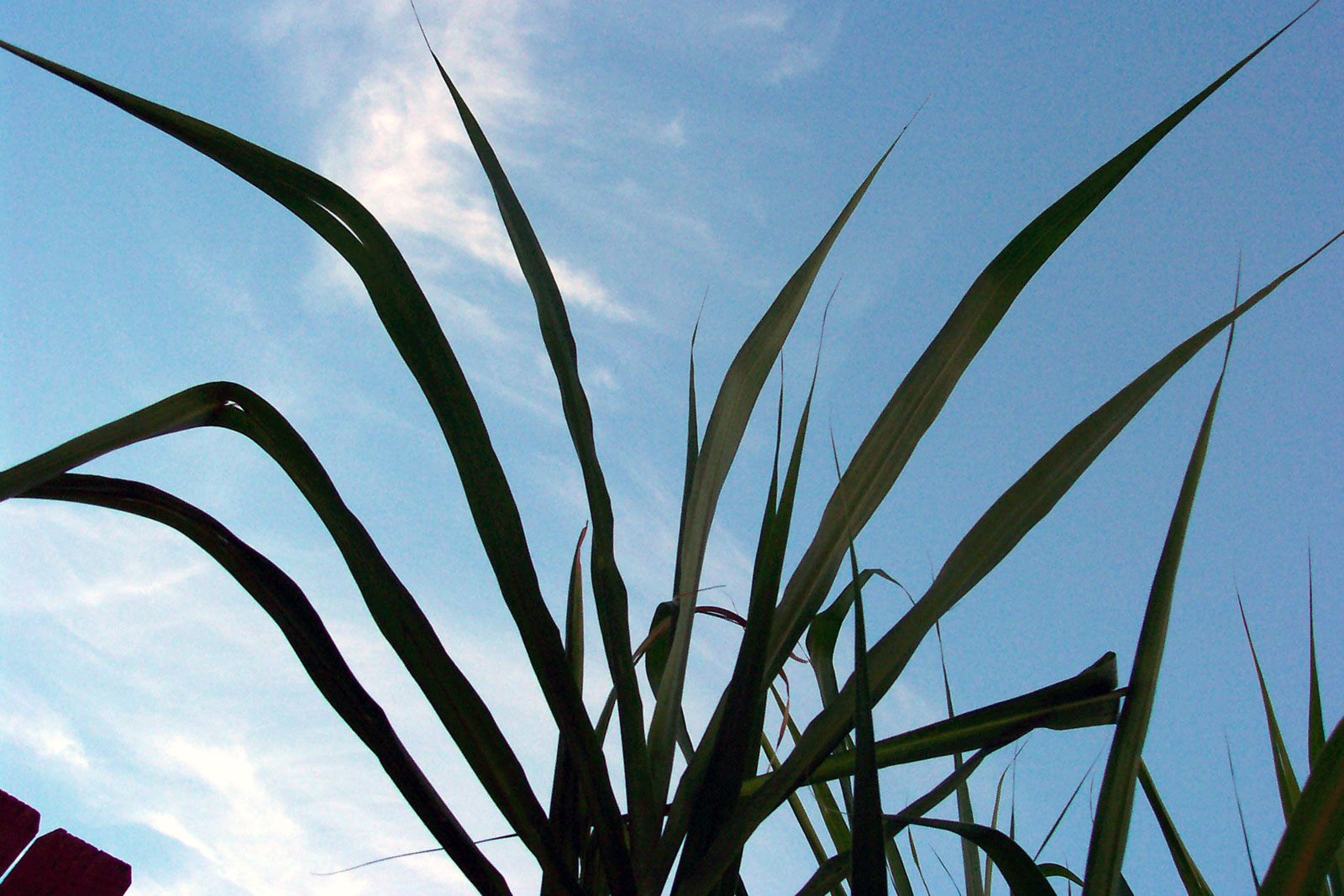
قصب السكر أحد مصادر الطاقة الحيوية.

## المواصلات
يمكن أن يكون الوقود النظيف المستخدم في النقل أنواعًا من الوقود الحيوي ذات معدلات انبعاث أقل لغازات الاحتباس الحراري، مثل الإيثانول أو وقود الديزل الحيوي. غاز البترول المسال (LPG) هو مثال آخر.

## الطبخ والإضاءة
يمكن أن تشمل أنواع الوقود النظيف المستخدمة في الطهي والإضاءة الغاز الحيوي وغاز البترول المسال والكهرباء والإيثانول والغاز الطبيعي. علاوة على ذلك، فإن المواقد النظيفة ، والمواقد التي تعمل بالطاقة الشمسية، ومواقد الوقود الكحولي هي حلول طهي تقدم عادةً أداءً عاليًا من حيث الحد من تلوث الهواء الداخلي.  :45هذا هو الحال غالبًا حتى بغض النظر عن نوع موقد الطهي المستخدم. غالبًا ما تُعتبر حلول الطهي هذه حلولًا «حديثة» أو «نظيفة» ويطلق عليها مجتمعة اسم BLEENS.
الهدف 7 من أهداف التنمية المستدامة هو أحد أهداف التنمية المستدامة السبعة عشر التي وضعتها الجمعية العامة للأمم المتحدة في عام 2015. ويهدف إلى «ضمان حصول الجميع بتكلفة ميسورة على طاقة حديثة وموثوقة ومستدامة.» أحد مؤشراته هو: «نسبة السكان الذين يعتمدون بشكل أساسي على الوقود النظيف والتكنولوجيا» (المؤشر 7.1.2). يُحسب المؤشر على أنه عدد الأشخاص الذين يستخدمون الوقود النظيف وتقنيات الطهي والتدفئة والإضاءة مقسومًا على إجمالي عدد السكان الذين يبلغون عن أي طبخ أو تدفئة أو إضاءة، معبرًا عنها بالنسبة المئوية. يتم تعريف «الوقود النظيف» من خلال أهداف معدل الانبعاث والتوصيات الخاصة بالوقود (أي ضد الفحم والكيروسين غير المعالجين) المدرجة في الإرشادات المعيارية لمنظمة الصحة العالمية بشأن جودة الهواء الداخلي.
لا يزال هناك حوالي 2.8 مليار شخص يعتمدون على أنواع وقود وتقنيات غير نظيفة وملوثة للطهي. يشمل ذلك المواقد التقليدية المقترنة بالفحم والفحم ونفايات المحاصيل والروث والكيروسين والخشب. :45تقدر منظمة الصحة العالمية أن تلوث الهواء الناجم عن الطهي يتسبب في 3.8 مليون حالة وفاة سنويًا. تنبعث من هذه الأنواع من الوقود أيضًا كميات كبيرة من الكربون الأسود والميثان، والتي تساهم بشكل فعال في تغير المناخ، بالإضافة إلى ثاني أكسيد الكربون.

## امثلة

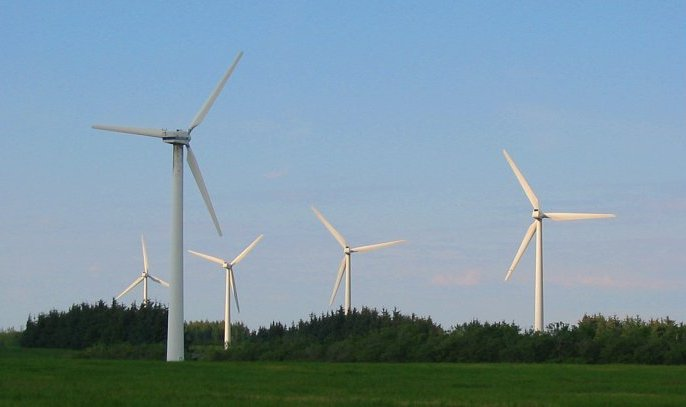
أعمدة تحمل عنفات هوائية لتوليد الكهرباء في مقاطعة يوتلاند الدانماركية

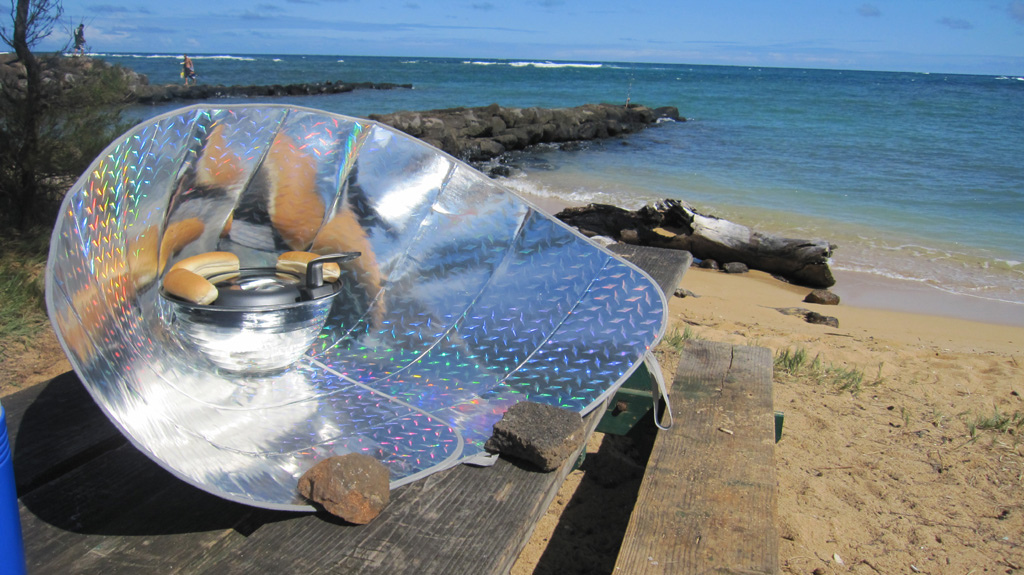
طهو النقانق بالطباخ الشمسي.

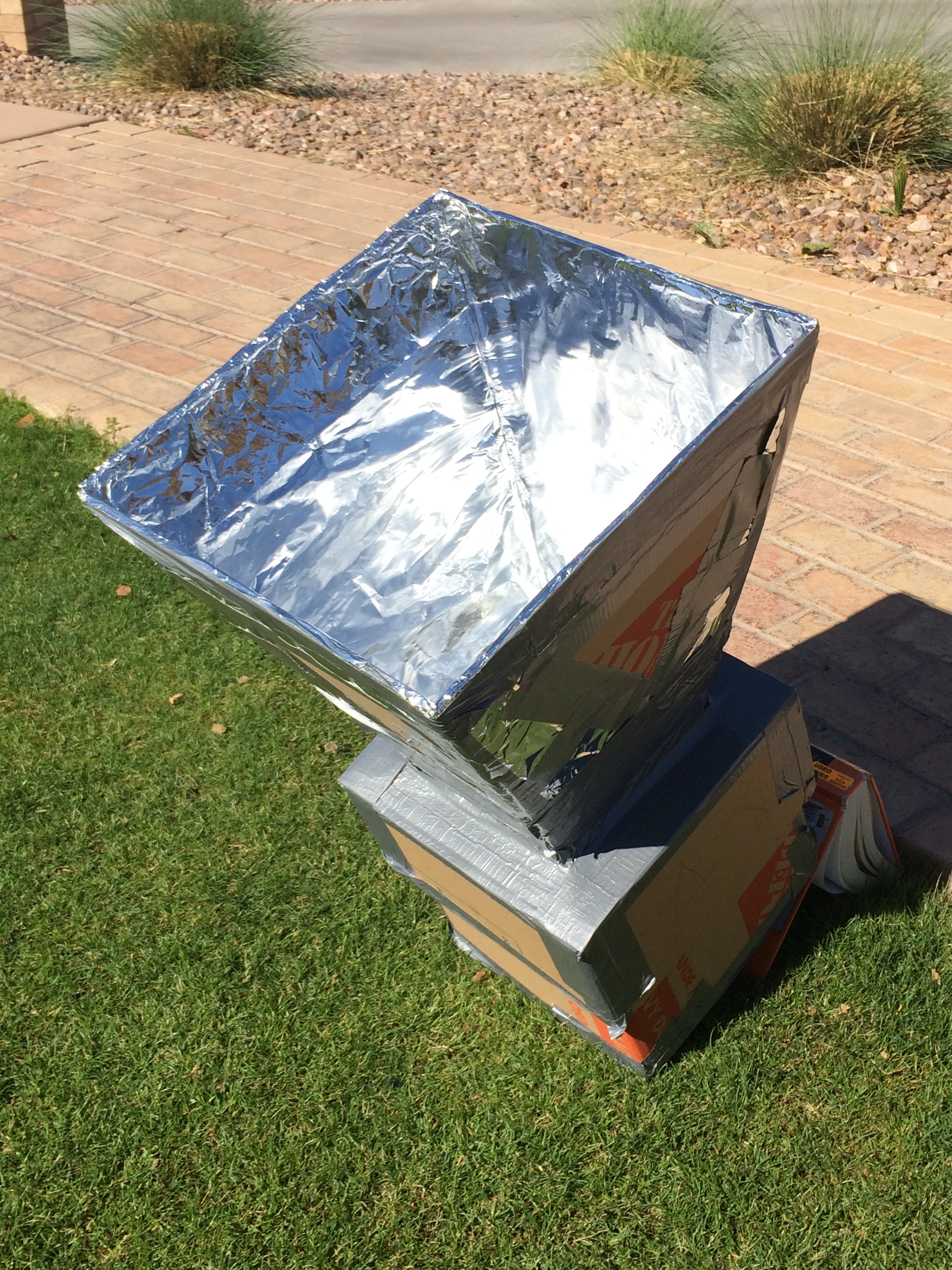
فرن شمسي مصنوع من ورق جرائد وكرتون وشريط عاكس.

## روابط خارجية
- Science Direct Topic Clean Fuel
- معيار الوقود النظيف لمجلس واشنطن البيئي